# Palaemnema paulina
Palaemnema paulina – gatunek ważki z rodziny Platystictidae. Występuje na terenie Ameryki Środkowej.